# Неклюдов, Пётр Васильевич (1852)
Пётр Васильевич Неклюдов (1852 — после 1914) — русский государственный деятель, сенатор, тайный советник.

## Биография
Потомственный дворянин Новгородской губернии родился 27 декабря 1851 (8 января 1852) года. Окончил 3-ю Московскую гимназию с серебряной медалью (1869) и юридический факультет Московского университета со степенью кандидата права (1873). В службе с 26 ноября 1873 по министерству юстиции, в качестве кандидата на судебные должности при прокуроре Московской судебной палаты; вместе с последним участвовал в ревизии судебных учреждений Вологодской губернии. В 1874 году перешёл в ведомство министерства внутренних дел, став непременным членом Богородского уездного по крестьянским делам присутствия. В 1876 году находился в составе уездного по воинским делам присутствия на предмет конской переписи.
С началом в 1877 году русско-турецкой войны был назначен уполномоченным Российского Общества Красного Креста на театре военных действий и секретарём главноуполномоченного князя В. А. Черкасского. «За подачу помощи раненым под огнём неприятеля» в бою 30 августа под Плевной награждён орденом Святого Владимира 4-й степени с мечами. В конце 1877 года отказался от должности члена Богородского присутствия и был назначен чиновником для особых поручений при заведующем гражданскими делами главнокомандующего действующей армией, с сохранением должностей в миссии Красного Креста. Также исполнял обязанности главноуполномоченного и был уполномоченным в Забалканском районе при Императорском российском комиссаре в Болгарии князе А. М. Дондукове-Корсакове, а также членом Сан-Стефанской эвакуационной комиссии. По окончании войны был правителем канцелярии генерал-губернатора Восточной Румелии генерал-адъютанта А. Д. Столыпина, до передачи управления турецкому генерал-губернатору. В 1879 году пожалован в камер-юнкеры.
По возвращении в Россию занимал должности Тверского (1.01.1880—24.11.1883), затем Нижегородского (24.11.1883—6.04.1892) вице-губернатора. Действительный статский советник (30.08.1887). Занимался «улучшением санитарного состояния ярмарочного населения», о чём губернатор сообщил Государю во Всеподданнейшем отчёте за 1886 год, а тот собственноручно отметил, что «Все это весьма утешительно».
Некоторое время был чиновником для особых поручений при министре внутренних дел, а после скоропостижной смерти орловского губернатора Д. П. Евреинова был назначен на его место. Вступил в должность 18 июля 1892. Губерния тяжело переживала последствия неурожаев 1891—1892 годов, что потребовало выделения крестьянам значительной финансовой помощи; кроме этого, в июле 1892 произошла вспышка холеры, для борьбы с которой губернатор принял решительные меры.
В должности губернатора Неклюдов вступил в конфликт с орловским земством, недовольным действиями администрации, и нападавшим на власти в периодической печати, которую губернатор постарался поставить под свой контроль. Наиболее заметным событием его правления стал конфликт с крестьянами деревни Оболешино, помешавшими строительству плотины на реке Цон. Крестьянская депутация из 25 человек, прибывшая к губернатору, была по его приказу арестована, а 7 августа 1892 главные жалобщики были подвергнуты порке розгами при помощи роты солдат 144-го Каширского полка и в присутствии самого Неклюдова, специально приехавшего в деревню наводить порядок. Известия об экзекуции распространились по губернии и за её пределами, попутно обрастая преувеличениями (якобы некоторые скончались от истязаний, среди битых были георгиевские кавалеры, а губерния стоит на грани мятежа).
Порка на время успокоила крестьян, которые даже поблагодарили губернатора, «что их так легко за это наказали», но в марте 1893 направили жалобу в Правительствующий Сенат. Следствие длилось более года, аргументы Неклюдова о необходимости жёстких действий в условиях продовольственного кризиса и эпидемии Сенат посчитал неубедительными, после чего на заседаниях Комитета министров 7 и 21 июня 1894 губернатор был признан виновным в превышении полномочий и снят с должности.
Отставленного Неклюдова причислили к МВД, он был членом совета министра внутренних дел, 6 декабря 1905 произведён в тайные советники, а в следующем году назначен сенатором, присутствующим в судебном департаменте Правительствующего Сената.

## Награды
российские
- Орден Святого Владимира 4-й ст. с мечами (1878)
- Орден Святого Станислава 1-й ст. (1893)
- Орден Святой Анны 1-й ст. (1900)
- Орден Святого Владимира 2-й ст. (1910)
- Орден Белого орла (1913)
- медали и знаки:
  - Знак за введение гражданского управления в Болгарии
  - Медаль «В память русско-турецкой войны 1877—1878»
  - Серебряная медаль в память царствования императора Александра III (1896)
  - Светло-бронзовая медаль в память 300-летнего юбилея царствования дома Романовых (1913)
  - Знак в память 200-летия Правительствующего Сената

иностранные
- Персидский орден Льва и Солнца 2-й степени (1884)